# Sylwia Bileńska
Sylwia Bileńska (11 de abril de 1983) es una deportista polaca que compitió en lucha libre. Ganó dos medallas de bronce en el Campeonato Europeo de Lucha entre los años 2003 y 2005.

## Palmarés internacional
| Campeonato Europeo | Campeonato Europeo | Campeonato Europeo | Campeonato Europeo |
| Año                | Lugar              | Medalla            | Categoría          |
| ------------------ | ------------------ | ------------------ | ------------------ |
| 2003               | Riga (Letonia)     | Medalla de bronce  | 55 kg              |
| 2005               | Varna (Bulgaria)   | Medalla de bronce  | 55 kg              |